# Struthanthus andrastylus
Struthanthus andrastylus är en tvåhjärtbladig växtart som beskrevs av August Wilhelm Eichler. Struthanthus andrastylus ingår i släktet Struthanthus och familjen Loranthaceae. Inga underarter finns listade i Catalogue of Life.